# Range Rover Classic

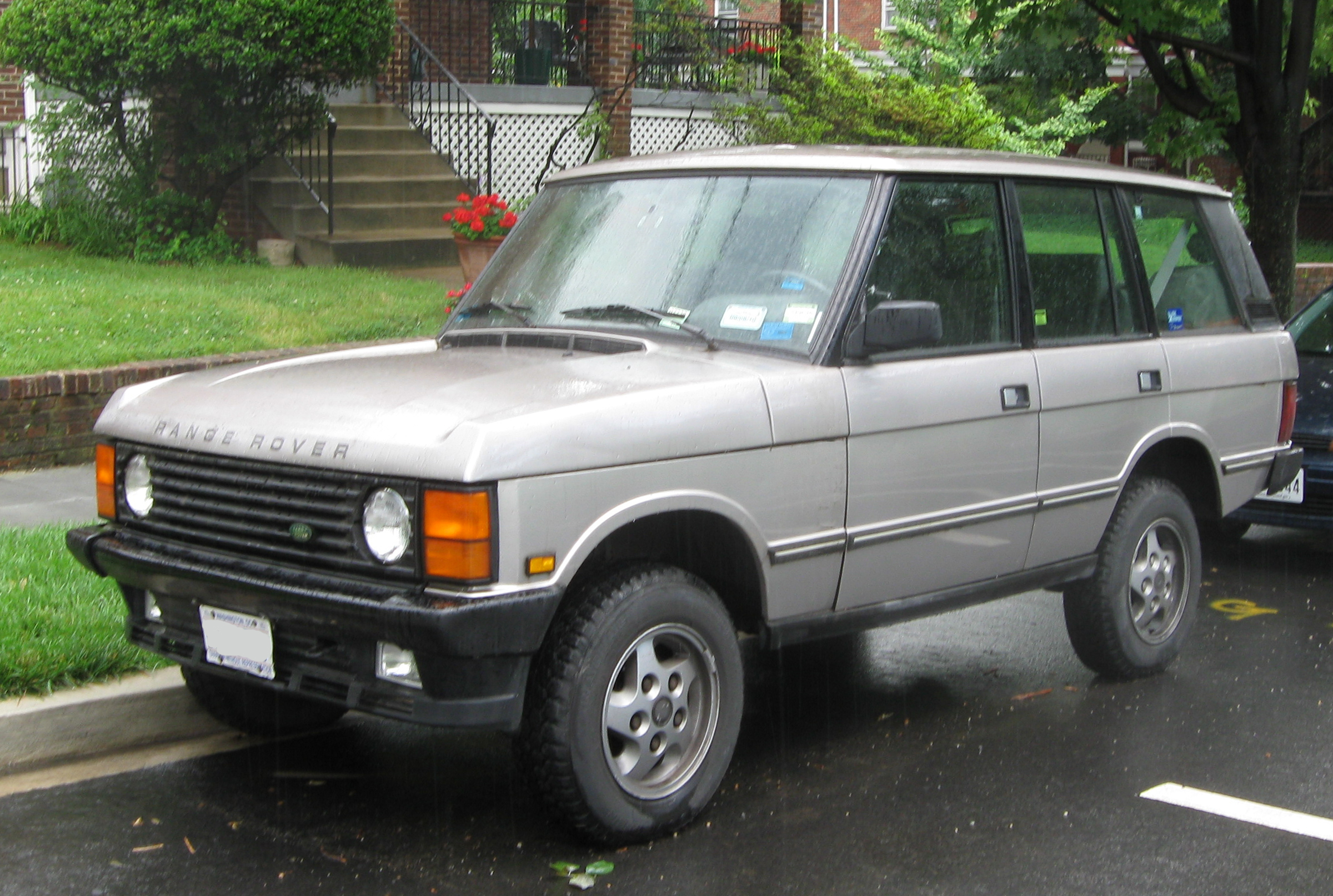
Een Range Rover Classic

De Range Rover Classic is de eerste generatie Range Rover geproduceerd door Land Rover en als model geïntroduceerd in 1970. De productie is gestopt in 1996. De tweede generatie Range Rover staat bekend als de P38A en de huidige generatie is bekend als gewoonweg "de nieuwe Range Rover".
De eerste Range Rover was voorzien van een 135 pk (101 kW)-versie van een Rover V8-benzinemotor. Deze 3.5 liter (3528 cc)-motor is later vervangen door een 3,9 liter (3947 cc) rond 1990 en een 4,2 liter (4197 cc) rond 1992. Tot en met 1988 waren deze motoren voorzien van een carburateur, daarna van een elektronische injectie. Vanaf 1986 waren er dieselmotoren beschikbaar. Eerst een 2,4 liter (2393 cc) I4 VM diesel, en later de 2,5 liter (2499 cc) in 1989. Vanaf 1992 kon gekozen worden voor een 200Tdi-turbodiesel in 1992, opgevolgd door een 300Tdi in 1994.
In 1990 is de Great Divide Edition op de markt gebracht. Van deze gelimiteerde versie zijn er tussen 1990 en 1991 slechts 409 geproduceerd, waarvan negen zijn ingezet voor promotionele doeleinden en 400 op de markt zijn gebracht. De naam is afkomstig van de Great Divide-expeditie in 1989. De auto's kwamen allen alpinewit en waren, naast alle opties welke destijds beschikbaar waren, voorzien van een uniek sorrellbruin lederen interieur.
In productie:
Defender ·
Discovery Sport ·
Discovery ·
Range Rover Evoque ·
Range Rover Velar ·
Range Rover Sport ·
Range Rover
Niet meer in productie:
Series 1 ·
Series 2 ·
Series 3 ·
Freelander ·
Defender